# Krona svetega Štefana
Sveta krona Ogrske (madžarsko Szent Korona, nemško Stephanskrone; srbohrvaško Kruna svetoga Stjepana; latinsko Sacra Corona; slovaško Svätoštefanská koruna; latinsko Sacra Corona) znana tudi kot krona svetega Štefana je bila od 12. stoletja naprej kronanska krona ogrskih kraljev. Simbolizirala je kraljevo oblast nad deželami ogrske krone in je bila glavni znak legitimnosti. Skozi zgodovino je bilo z njo kronanih več kot petdeset kraljev, zadnji izmed njih je bil Karel IV. leta 1916. Edini kralji, ki z njo niso bili kronani, so bili Vladislav I., Ivan II. Žigmund Zapolja in Jožef II.
Krona je v večini bizantinskega izvora, domnevno izdelana v Konstantinoplu v 1070-ih letih. Bizantinski cesar Mihael VII. Dukas je krono izročil ogrskemu kralju Gézi I.; oba monarha sta upodobljena na kroni. Po ljudskem prepričanju pa je Sveta krona starejša in datira v čas prvega ogrskega kralja Štefana I., ki je bil kronan okoli leta 1000. Poleg Monomahove krone je to edina obstoječa bizantinska krona. Sveta krona je bila najvrjetneje predelana z mnogimi elementi različnih izvorov. Datum, ki je dodeljen sedanjemu izgledu svete krone, se najpogosteje postavlja okoli poznega 12. stoletja. Ogrske regalije sestavljajo sveta krona, žezlo, jabolko in plašč.
Poimenovanje "sveta krona se prvič pojavi leta 1256. Do 14. stoletja je postala edinstven simbol kraljeve moči. Péter Révay je zapisal, da ko je Ogrska potrebovala novega monarha, ni iskala krone za inavguracijo kralja, temveč kralja, ki je vreden krone. Dejal je tudi, da je »Sveta krona za Madžare to, kar je izgubljena skrinja za judovsko ljudstvo«.
Od leta 2000 je Sveta krona na ogled v osrednji dvorani stavbe madžarskega parlamenta.

## Podrobnosti sestave
- Krona je eliptične oblike (širina 203,9 mm, dolžina 215,9 mm) in je večja od običajne človeške glave. Med kronanjem je moral kralj nositi znotraj krone usnjeno podlogo imenovano 'kapa'.
- Tehta 2056 g
- Zlato-srebrna zlitina v zgornjem in spodnjem delu se razlikujejo po razmerju zlata in srebra
- Spodnji del je asimetričen.[5]

## Nauk o svetosti
Kot pri vseh evropskih krščanskih kronah sveta krona simbolizira sij, ki označuje božansko pravico nosilca do vladanja. Po ljudskem izročilu je sveti Štefan I. pred svojo smrtjo leta 1038 krono dvignil, da bi njo in svoje kraljestvo posvetil Devici Mariji. Po tem dogodku se Marija upodablja ne le kot zavetnica Ogrske, ampak tudi kot kraljica. Ta posvetitev naj bi krono opolnomočila z božansko silo, da bi pomagala bodočim ogrskim kraljem po Nauku svete krone ( madžarsko Szentkorona-tan).
Péter Révay, je to doktrino razložil v svojih delih Commentarius De Sacra Regni Hungariae Corona (Razlaga o sveti kroni Ogrskega kraljestva, Augsburg 1613) in De monarchia et Sacra Corona Regni Hungariae (O monarhiji in sveti kroni Ogrske, Frankfurt 1659). Po tej doktrini je krona sama pravna oseba, ki je enaka državi Ogrski. Nadrejena je vladajočemu monarhu, ki vlada »v imenu krone«.

## Izvor
Po najbolj sprejeti teoriji, v publikacijah Madžarske akademije znanosti in Madžarske katoliške škofovske konference, je krona sestavljena iz treh delov: spodnjega roba (oboda, obroča), corona graeca ; zgornjega keresztpántoka (križnih jermenov), corona latina in križa, nagnjenega pod kotom. Nastala je pod bizantinskim vplivom v času vladavine kralja Bele III., ki je bil vzgojen na bizantinskem dvoru in je bil kratek čas bizantinski prestolonaslednik.
Drugo različico izvora krone je napisal škof Hartvik okoli 1100–1110 na prošnjo kralja Kolomana, v kateri je papež kralju Štefanu I. poslal svoj blagoslov in krono. Po Hartvikovi legendi je sveti Štefan poslal nadškofa Astrika iz Esztergoma v Rim, da bi prejel krono od papeža, ki v delu ni imenovan. Kljub Astrikovi naglici je v Rim prvi prispel odposlanec bodočega poljskega kralja Mješka I. V sanjah je papež videl angela, ki mu je rekel: »Prišel bo še en odposlanec neznanega ljudstva, ki bo prav tako prosil za krono. Daj jim (ljudstvu) krono, saj si jo zaslužijo.« Naslednji dan je prišel Astrik in papež mu je dal krono.